# Lago di Buttoniga
Il lago di Buttoniga (in croato Butoniga jezero) è un lago artificiale in Istria, nel bacino del fiume omonimo. Il suo scopo principale è l'approvvigionamento e l'irrigazione. Nuoto o pesca non sono ammessi sul lago, nel bacino idrico ci sono carpe, cavedani e trote. Il bacino idrico è diviso tra i comuni di Pisino e Pinguente.
Il lago è stato costruito nel 1988. I principali affluenti del lago sono i fiumi Buttoniga, Dragućki e Račički potok. La lunghezza della corona della diga è 550 m.
Il bacino del lago Buttoniga si trova ad un'altitudine compresa tra 40 e 500 metri. La superficie del lago è di 2,45 km². Il volume del serbatoio è di 19,7 milioni di m³.
L'acqua del bacino viene distribuita a Pisino, Parenzo e Rovigno. La capacità di approvvigionamento idrico è di 1000 l/s.